# Hayri Arsebük
Hayri Arsebük (ur. 8 lutego 1915, zm. w 1943) – turecki koszykarz, uczestnik Letnich Igrzysk Olimpijskich 1936.
Na igrzyskach w Berlinie reprezentował swój kraj w turnieju koszykówki. Wraz z kolegami zajął ex aequo 19. miejsce.
W latach 1932–1936 Arsebük występował w Galatasaray SK.